# Démonizace
Démonizace je mentální a sociální proces, jehož následkem je některá skupina osob, osoba nebo hodnota považována za nebezpečnou, deviantní, za zdroj zločinu nebo jiných sociálních problémů. Jde tedy o vytváření a šíření nepříznivé mentální reprezentace, zpravidla sociální reprezentace.
Ti, kteří takový pohled sdílejí, jej považují za opodstatněný a oprávněný. Představa o démonizované skupině nebo osobě je však zpravidla spoluvytvářena projekcí.
Určitá konkrétní démonizace může zasahovat celý širší civilizační okruh nebo národ, být sdílena celou kulturou. Předmětem takové démonizace obvykle bývají příslušníci jiného kulturního celku a jejich hodnoty. K démonizaci může docházet i v různých sociálních vrstvách nebo skupinách, a to i v malých sociálních skupinách, jako je školní třída nebo rodina. K démonizaci může však dojít i v mysli jednotlivce, aniž by musela být sdílena dalšími osobami.

## Stanley Cohen a „folk devil“
Folk devil je termín anglického sociologa Stanleyho Cohena pro osobu nebo skupinu osob, které jsou v masách veřejnosti a v hromadných sdělovacích prostředcích líčeny jako deviantní a jsou považovány za zdroj zločinu nebo jiných sociálních problémů. Šíření takové myšlenky se označuje jako morální panika. Tyto pojmy použil Cohen v roce 1972 ve své studii Folk Devils and Moral Panics, v níž provedl analýzu informací v médiích o módním směru ve Velké Británii v 50. letech.
Cohenovo pojetí bylo blízké sociálnímu konstruktivismu. V devadesátých letech pojetí morální paniky revidovala Angela McRobbie.
Cohen v předmluvě ke třetímu vydání své studie (2002) konstatuje, že za uplynulých třicet let se změnily cíle morální paniky. Za aktuální témata morální paniky označil extázi a „designer drugs“, smrt Jamese Bulgera, kampaně související s podezřeními z pedofilie, podezírání žadatelů o azyl z podvodu atd.

## Jiná pojetí
U jiných sociologů a publicistů se v podobných souvislostech užívá například termínů démonizace, hon na čarodějnice, resp. „strašák“, v teorii předsudků Gordona W. Allporta související pojem je označen jako obětní beránek, v Schindlerově typologii postavení omega atd.

## Příklady
Základní vzorce pobouření širokých mas je možno sledovat v historii honů na čarodějnice a podobných pronásledování, často zaměřených vůči některým náboženským, etnickým nebo sexuálním skupinám, sociálním vrstvám (třídám) nebo profesním skupinám (např. duchovním, taxikářům, podnikatelům…), vůči lidem s psychickými poruchami nebo psychiatrickými nálepkami, některými fyzickými postiženími, nemocemi atd.

### Příklady z české historie
V české sociologii je anglický sociolog Stanley Cohen sice používaným zdrojem například v teorii masmédií, ale aplikace jeho pojmů na místní dění není v odborné publicistice běžná.
Známým projevem jevu typu folk devil na území České republiky byla Hilsnerova aféra na přelomu 19. a 20. století, která byla jedním z vyvrcholení českého antisemitismu. Vytváření nepřítele z představitelů jiného národa bylo typické i pro některé formy nacionalismu.
Určité jeho prvky se projevily i v komunisty organizovaných kampaních proti jejich politickým odpůrcům v první polovině 50. let 20. století, při nichž byli ve vykonstruovaných monstrprocesech obvinění nuceni doznat se k nejrůznějším protistátním činům, kterých se nikdy nedopustili. Komunistická moc zároveň organizovala masové petiční akce; signatáři petic jednání takto perzekvovaných osob odsuzovali a požadovali pro ně nejpřísnější tresty („Psovi psí smrt!“). Veřejnosti předkládanými oběťmi byli i tzv. kulaci, o nichž státní moc tvrdila, že mohou za nedostatky v zemědělství, jež bylo v té době předmětem násilné kolektivizace.
Koncem 50. let tyto primitivní kampaně ustaly a v nejnovější české historii už nikdy nedosáhly takové intenzity a šíře, byť jejich iniciátoři s elementem iracionality a strachu z neznáma záměrně pracují. Příkladem může být démonizace příslušníků bývalé Státní bezpečnosti nebo určitých společenských skupin, např. Romů. Do jisté míry jsou elementy folk devil přítomny i v odporu proti sudetským Němcům a šlechtě, která usiluje o restituci svého majetku konfiskovaného po 2. světové válce na základě Benešových dekretů.
Zajímavým příkladem jevu folk devil je kampaň proti Vladimíru Hučínovi, o němž se podařilo rozšířit ve veřejnosti pověsti, že stojí za bombovými atentáty v Přerově, ačkoli z takového jednání nikdy nebyl ani usvědčen, ani obviněn. Přesto je Hučín nemalou částí veřejnosti vnímán jako osoba, která se v 90. letech 20. století dopouštěla teroristických činů.